# Vandbøffel
Vandbøflen (Bubalus bubalis) er en stor bøffelart inden for de skedehornede pattedyr, der stammer fra Sydasien, Sydøstasien og Kina. I dag er den et husdyr i de samme områder og desuden i Europa, Australien og nogle lande i Amerika. Den asiatiske vandbøffel (Bubalus arnee), som er hjemmehørende i Sydøstasien, betragtes som en selvstændig art, men repræsenterer sandsynligvis en forløber for den domesticerede vandbøffel.
Baseret på morfologiske og adfærdsmæssige kriterier er der to varianter af vandbøflen: Den ene findes i Sydasien og vestpå til Balkanhalvøen, Egypten og Italien, mens den anden findes fra Assam og østpå over Sydøstasien til Yangtze-dalen. Oprindelsen for de to varianter er omdiskuteret, men en fylogenetisk undersøgelse peger på, at den østlige variant kan stamme fra Kina, hvor den blev domesticeret for 4.000 år siden, mens den vestlige type kan stamme fra Indien, hvor den blev domesticeret for 5.000 år siden. Vandbøflen indgik i handelen fra Induskulturen til Mesopotamien i nutidens Irak omkring 2.500 f.v.t. af meluhhaerne. Seglet for en skriver ansat af en akkadisk konge viser ofringen af en vandbøffel.
Der findes minimum 130 millioner vandbøfler, og flere mennesker er afhængige af den end af noget andet husdyr. De er især velegnede til pløjning af rismarker, og deres mælk er mere protein- og fedtrig end mælken fra malkekvæg.